# Sophie Stockinger

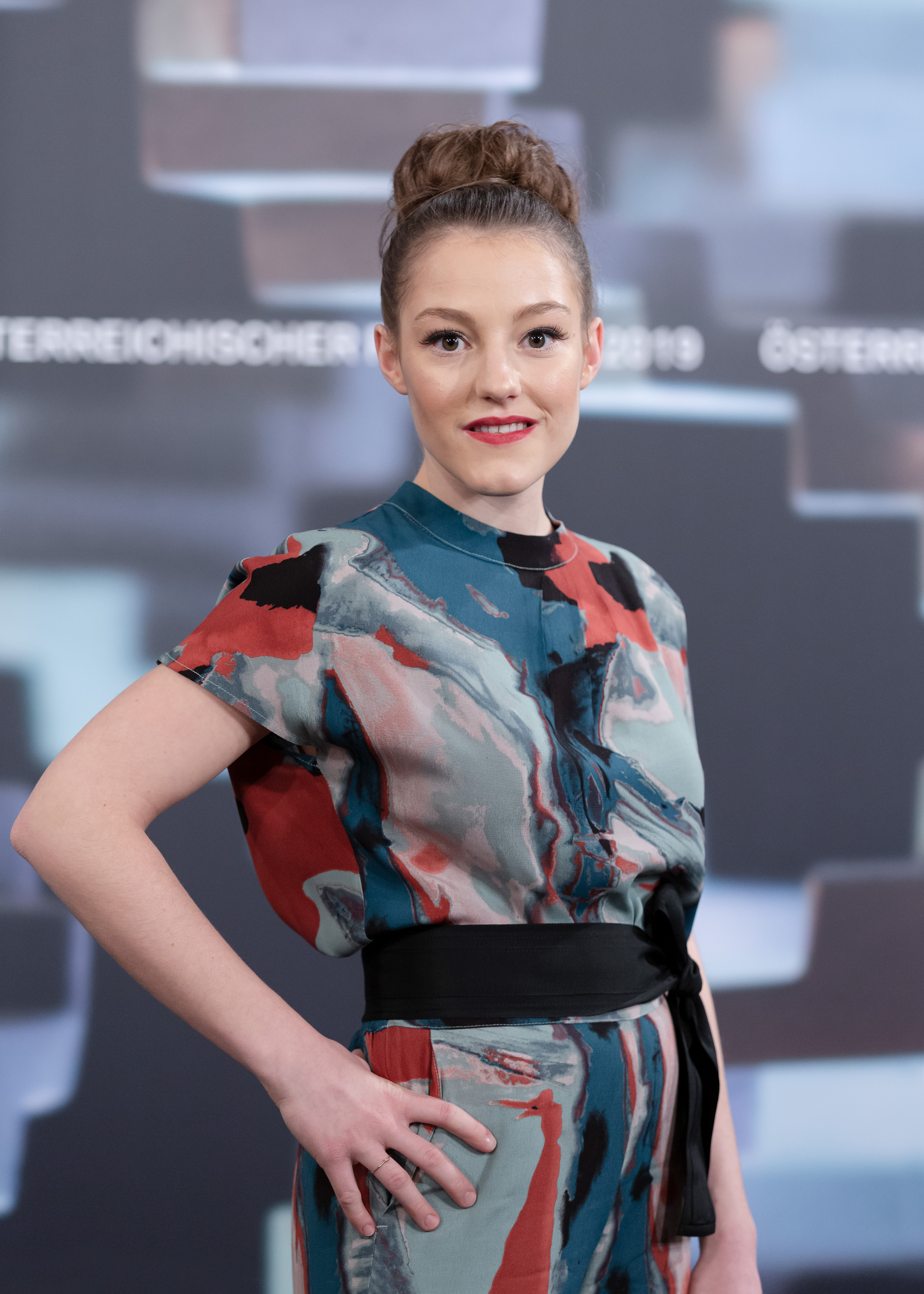
Sophie Stockinger (2019)

Sophie Stockinger (* 18. November 1997 in Wien) ist eine österreichische Schauspielerin.

## Leben
Sophie Stockinger besuchte das Gymnasium Wasagasse im 9. Wiener Gemeindebezirk Alsergrund. 2016 legte sie die Matura ab. 
Von 2008 bis 2012 war sie Mitglied des Kinderensembles gutgebrüllt, in den Spielsaisonen 2012/13 und 2013/14 war sie Mitglied des Theater Clubs der Jungen Burg am Wiener Burgtheater, von 2013 bis 2015 war sie Ensemblemitglied des Jungen Ensemble Hörbiger (jöh!) von Maresa Hörbiger, mit dem sie unter anderem am stadtTheater walfischgasse in Romeo und Julia auf der Bühne stand. 
Seit September 2018 studiert sie an der Hochschule für Schauspielkunst „Ernst Busch“ Berlin Schauspiel.
Ihr Filmdebüt gab sie 2013 in Talea von Regisseurin Katharina Mückstein, wo sie an der Seite von Nina Proll die weibliche Hauptrolle spielte. Der Film wurde beim Filmfestival Max Ophüls Preis mit dem Filmpreis der saarländischen Ministerpräsidentin ausgezeichnet. Im ORF/ARD-Fernsehfilm Die Kinder der Villa Emma spielte sie 2016 die Rolle des 14-jährigen jüdischen Mädchens Betty Liebling, erneut an der Seite von Nina Proll. 2016 stand sie außerdem für den ORF/ZDF-Fernseh-Zweiteiler über das Hotel Sacher als Anni Sacher vor der Kamera, sowie für Dreharbeiten zum Film L’Animale unter der Regie von Katharina Mückstein, in dem sie erneut die Hauptrolle spielte. Der Film wurde zur Berlinale 2018 in die Sektion Panorama eingeladen, für ihre Darstellung der Mati wurde sie 2019 für den Österreichischen Filmpreis in der Kategorie Beste weibliche Hauptrolle nominiert und mit einer Romy als Bester Nachwuchs weiblich ausgezeichnet.
Im Theater Bronski & Grünberg feierte sie im Februar 2018 als Agnes in Kleist – Familie Schroffenstein an der Seite von Simon Morzé als Ottokar Premiere. In der Fernsehserie Walking on Sunshine verkörperte sie von 2019 bis 2020 in den ersten beiden Staffeln die Rolle der Franziska Czerny-Hohenburg.
Ab September 2021 stand sie am Berliner Ensemble in Brechts Die Mutter als Sohn Pawel auf der Bühne. Seit der Spielzeit 2022/23 ist sie Ensemblemitglied am Düsseldorfer Schauspielhaus, wo sie in der Titelrolle von David Böschs Inszenierung von Robin Hood sowie in Biedermann und die Brandstifter unter Adrian Figueroa als Wilma Eisenring zu sehen ist. Im Jänner 2025 feierte sie am Düsseldorfer Schauspielhaus in Die Gischt der Tage nach dem Roman von Boris Vian als Chloé Premiere. Im Mai 2025 spielte sie Puck in Shakespeares Ein Sommernachtstraum.

## Filmografie (Auswahl)
- 2013: Talea (Kinofilm)
- 2014: Schnell ermittelt – Leben (Fernsehserie)
- 2015: Meine fremde Frau (Fernsehfilm)
- 2016: Die Kinder der Villa Emma (Fernsehfilm)
- 2016: Die Stille danach (Fernsehfilm)
- 2016: Das Sacher (Fernsehzweiteiler)
- 2018: L’Animale (Kinofilm)
- 2018: Landkrimi – Grenzland (Fernsehreihe)
- 2018: Zwei Herren im Anzug (Kinofilm)
- 2019: Die Toten vom Bodensee – Der Stumpengang
- 2019–2020: Walking on Sunshine (Fernsehserie)
- 2019: Vienna Blood – Der verlorene Sohn
- 2021: Blind ermittelt – Endstation Zentralfriedhof (Fernsehreihe)

## Auszeichnungen und Nominierungen
- Romyverleihung 2017 – Nominierung in der Kategorie Beste Nachwuchsschauspielerin[18]
- Diagonale 2018 – Schauspielpreis für das gesamte Ensemble von L’Animale[19]
- Österreichischer Filmpreis 2019 – Nominierung in der Kategorie Beste weibliche Hauptrolle für L’Animale[20]
- Romyverleihung 2019 – Auszeichnung in der Kategorie Bester Nachwuchs weiblich[21][10]